# Memphis (Alabama)
Pour les articles homonymes, voir Memphis.
Memphis est une municipalité américaine située dans le comté de Pickens en Alabama.
Selon le recensement de 2010, sa population est de 29 habitants. La municipalité s'étend sur 0,39 milles carrés (1,01 km2).
La localité, souvent appelée Old Memphis, devient une municipalité en 1971. Elle doit son nom à Memphis (Tennessee) ou Memphis (Égypte).

## Démographie
| Groupe          | Memphis | Alabama | États-Unis |
| --------------- | ------- | ------- | ---------- |
| Afro-Américains | 100     | 26,2    | 12,6       |
| Autres          | 0       | 73,8    | 87,4       |
| Total           | 100,0   | 100,0   | 100,0      |
|                 |         |         |            |
| Hispaniques     | 0       | 3,9     | 16,7       |

Selon l'American Community Survey, pour la période 2011-2015, 100 % de la population âgée de plus de 5 ans déclare parler l'anglais à la maison.

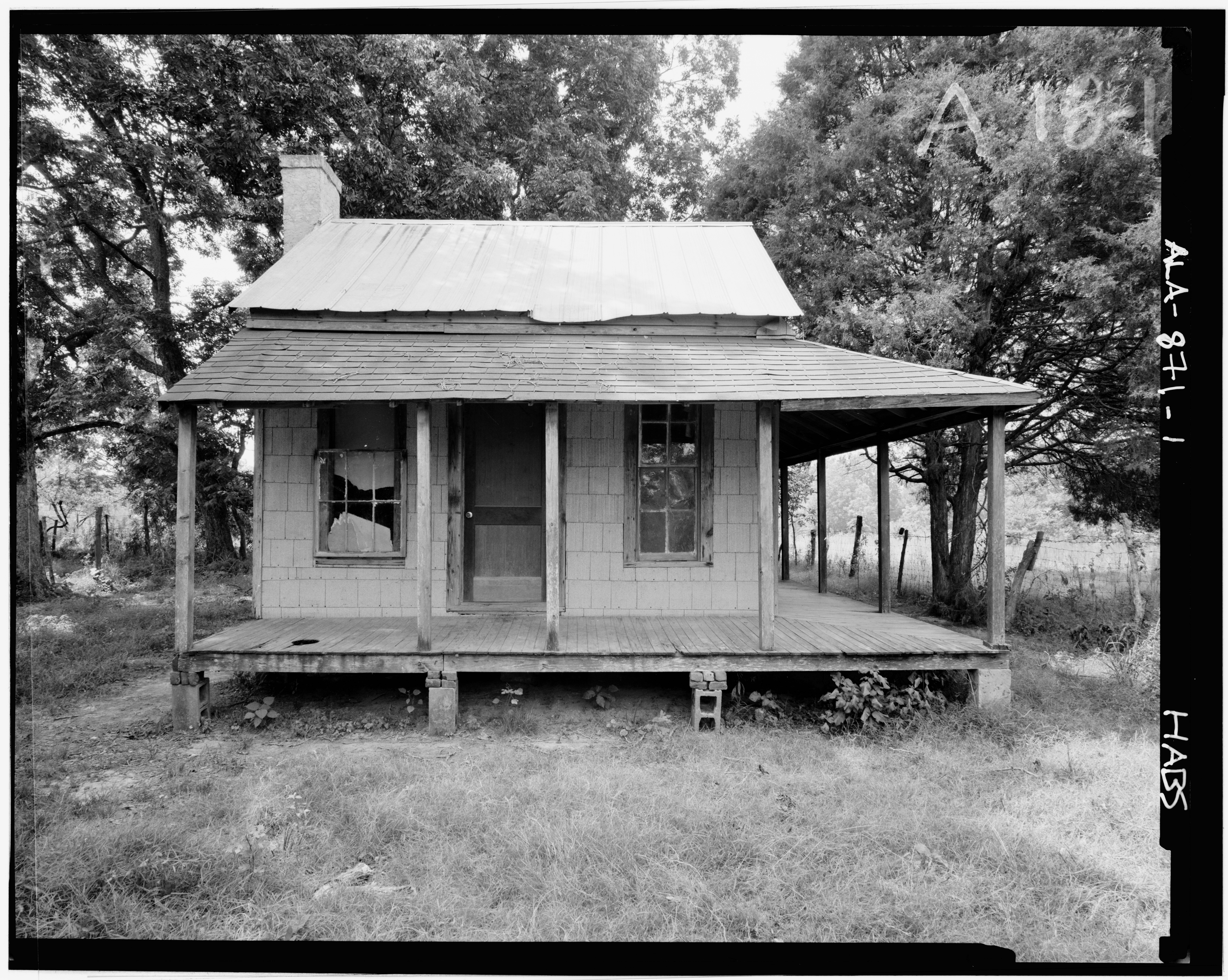
Maison de charité

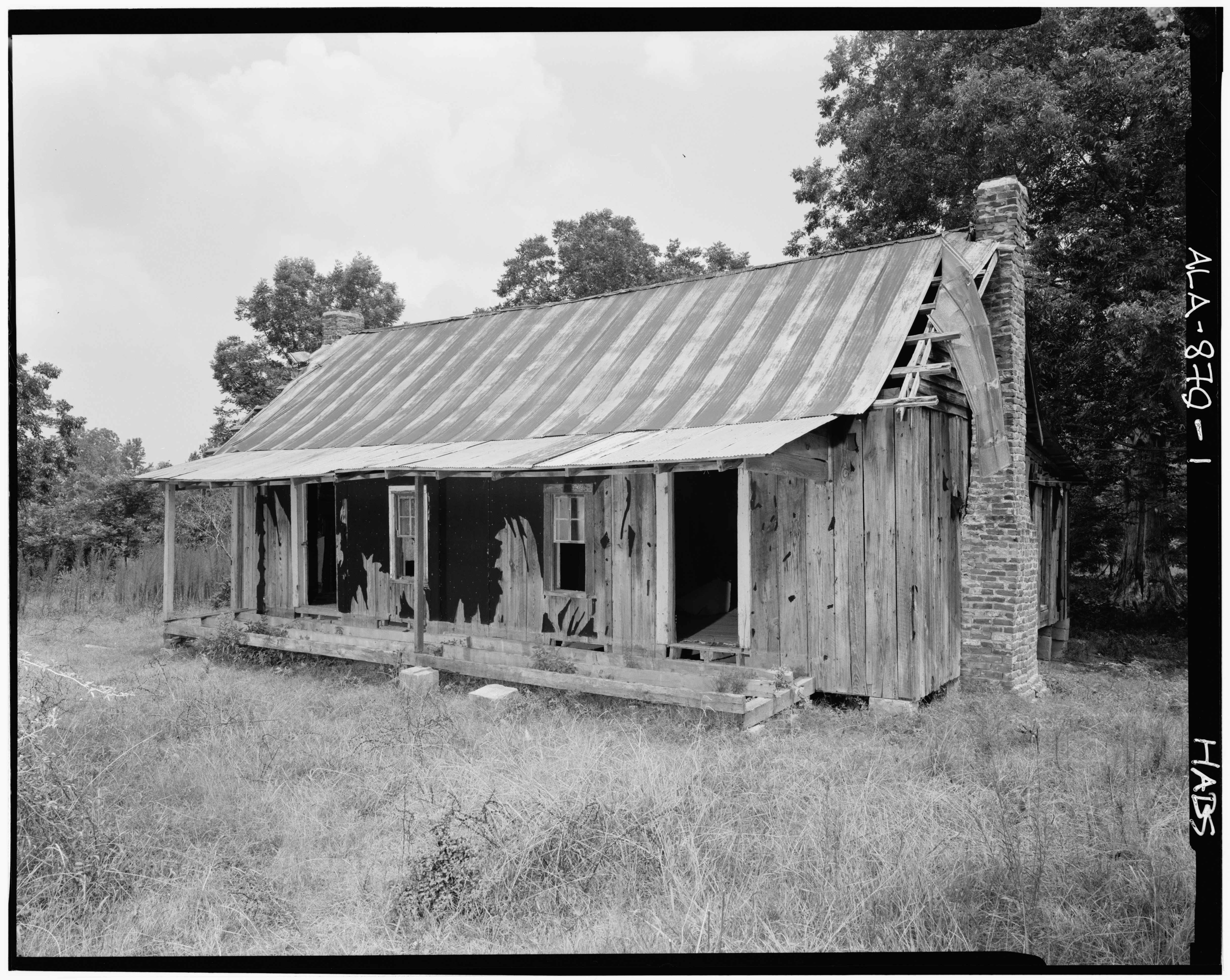
Maison Will Boykin

| 1850 | 1970 | 1980 | 1990 | 2000 | 2010 | - | - |
| ---- | ---- | ---- | ---- | ---- | ---- | - | - |
| 156  | 99   | 95   | 54   | 33   | 29   | - | - |